# Juana de Ibarbourou

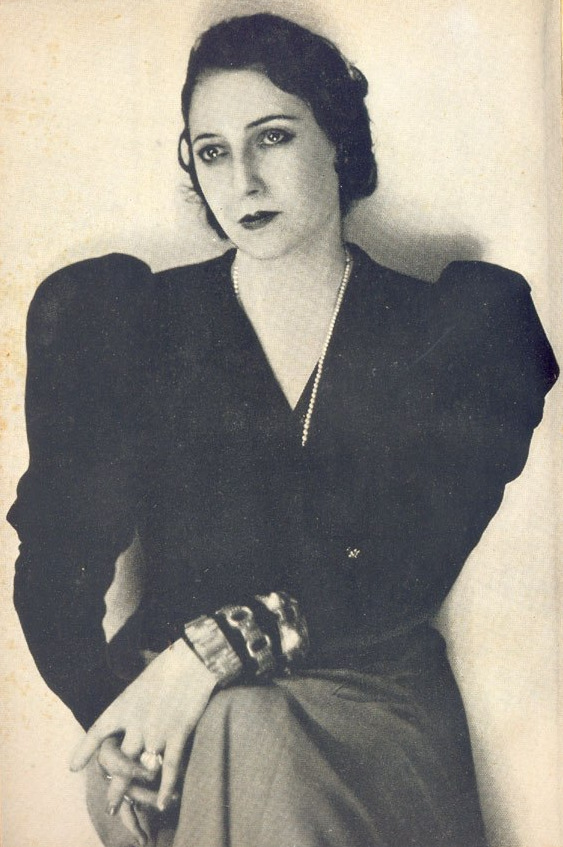
Juana de Ibarbourou

Juana de Ibarbourou, cunoscută și ca Juana de América, (n. 1892 – d. 1979) a fost o scriitoare uruguayană.

## Opera

### În versuri
- Las lenguas de diamante (1919)
- Raíz salvaje (1922)
- La rosa de los vientos (1930)
- Perdida (1950)
- Azor (1953)
- Mensaje del escriba (1953)
- Romances del Destino (1955)
- Angor Dei (1967)
- Elegía (1968)
- Obra completa (Acervo del Estado) (1992)

### În proză
- Cántaro fresco (1920)
- Ejemplario (1928)
- Loores de Nuestra Señora (1934
- Estampas de la Biblia (1934)
- Chico Carlo (1944)
- Los sueños de Natacha (1945)
- Canto Rodado (1958)
- Juan Soldado (1971)